# Месопотамская кампания
Месопота́мская кампа́ния (англ. Mesopotamian campaign, нем. Mesopotamienfront, тур. Irak Cephesi, Месопотамский фронт; 6 ноября 1914 — 31 октября 1918) — боевые действия, происходившие во время Первой мировой войны и бывшие одним из её эпизодов на территории Месопотамии (современный Ирак) между войсками Британской империи (в основном индийскими) и армией Османской империи.
Британское командование надеялось защитить нефтяные месторождения Ближнего Востока и захватить османскую Месопотамию. Турецкое командование не планировало активных действий в данном регионе, однако после начала активного британского наступления было вынуждено сформировать 6-ю армию для боевых действий в Месопотамии.
В 1916 году туркам удалось окружить и пленить группировку британских войск в Эль-Куте, после чего англичанам пришлось отказаться от активных действий. Однако в 1917 году британцы сумели захватить Багдад, а к концу 1918 года под их контролем оказалась почти вся территория османской Месопотамии. Боевые действия завершились на следующий день после подписания Мудросского перемирия.
После войны Месопотамия стала британской мандатной территорией.

## Предыстория

### Вступление Османской империи в Первую мировую войну
30 октября 1914 года корабли турецкого флота, в числе которых были бывшие немецкие «Гебен» и «Бреслау», обстреляли российские порты на Чёрном море. Это привело к вступлению Османской империи в Первую мировую войну на стороне Центральных держав. 1 ноября российское правительство объявило войну османам. 5 ноября войну Османской империи объявила Британская империя.
После вступления Османской империи в войну против Антанты стратегически важные для британцев месторождения нефти Ближнего Востока оказались под угрозой. Англо-персидская нефтяная компания обладала эксклюзивными правами на разработку нефтяных месторождений в Персии (кроме провинций Азербайджан, Гилян, Мазендеран, Астрабад и Хорасан), также Британия имела интересы в Кувейте.
Помимо защиты нефтеперерабатывающих заводов в Персии, британское командование приняло решение захватить нефтяные промыслы на территории османской Месопотамии. Командование османской армии не планировало активных действий в данном регионе. Британский военный историк Лиддел Гарт писал: «нефтяные поля близ Персидского залива имели громадное значение для снабжения Британии нефтью».
Руководство Османской империи считало главным Кавказский фронт. Помимо борьбы с русскими войсками на Кавказе планировалось не допустить вторжения войск Антанты в Месопотамию, Сирию и Палестину, а также захватить Суэцкий канал.

### Силы сторон
В Месопотамии находились два армейских корпуса 4-й османской армии. Однако с началом боевых действий эти войска были переброшены на более важные направления, а именно на Кавказский и Синайский фронты. Отдельные части турецких войск находились в Месопотамии, прикрывая пути из Персидского залива вдоль рек Тигр и Евфрат и вдоль побережья Красного моря. По состоянию на ноябрь 1914 года в Месопотамии находилась 38-я пехотная дивизия османской армии под командованием подполковника Сулеймана Аскери Бея, части которой находились в Фао и Басре. Вскоре османское командование создало «Иракский корпус» для действий в Месопотамии.
Британское командование для вторжения в Месопотамию сформировало «Индийские экспедиционные войска D» из состава британской Индийской армии под командованием генерала Джона Никсона. В состав этих экспедиционных сил первоначально вошла 6-я (Пунская) пехотная дивизия.

## Особенности театра боевых действий
Месопотамия была включена в состав Османской империи в XVI веке. По территории региона протекают две большие реки — Тигр и Евфрат, которые встречаются и образуют реку Шатт-эль-Араб в районе Эль-Курны, в 40 милях к северу от Басры. Шатт-эль-Араб впадает в Персидский залив. Земли Месопотамии являются по большей части равнинными и пустынными. В начале XX века в регионе насчитывалось несколько небольших городов и сельские поселения. Главным городом был Багдад, расположенный почти в 570 км на север от залива. Дорожная сеть была неразвита, поэтому основные маршруты пролегали вдоль рек.

## Ход боевых действий

### Кампания 1914 года
23 октября 1914 года, ещё до официального вступления Османской империи в Первую мировую войну, британцы высадили одну индийскую пехотную бригаду в районе города Абадан (где находился нефтеперерабатывающий завод) в дельте реки Шатт-эль-Араб. Это было сделано для охраны безопасности нефтяных промыслов в Персидском заливе.
6 ноября 1914 года британцы начали осуществление высадки индийских войск у впадения Шатт-эль-Араб в Персидский залив (город Фао). Военно-морские силы начали бомбардировку крепости. Части 6-й индийской дивизии осуществили высадку под командованием генерал-лейтенанта Артура Барретта и главного политического офицера индийских экспедиционных войск Перси Кокса. 8 ноября индийским войскам удалось захватить Фао.
К середине ноября части 6-й Пунской дивизии полностью высадились на берег. Британские войска при поддержке флота двинулись вверх по реке Шатт-эль-Араб. 21 ноября британцы захватили важный порт в 70 милях от устья реки — Басру. В ходе сражения за город османские войска потеряли около 1000 человек, британские потери составили около 350 военнослужащих. После этого британские подразделения продолжили наступление и 9 декабря захватили город Эль-Курна. В ходе этих боёв османская армия потеряла 989 солдат и 42 офицера пленными. Британские войска потеряли 29 военнослужащих убитыми и 424 ранеными.
В итоге к концу 1914 года британцы укрепились в южной Месопотамии. Безопасность нефтеперерабатывающих заводов в Персии была обеспечена. Однако османские войска не были полностью ликвидированы, и боевые действия продолжились.

### Кампания 1915 года
В начале 1915 года османское командование активизировало действия на Месопотамском фронте. Командующий «Иракским корпусом» Сулейман Аскери Бей активно пытался привлечь на свою сторону местных арабских шейхов и вернуть территории, захваченные британцами в 1914 году. 14 апреля турецкие войска при поддержке арабских отрядов атаковали британский лагерь в Шайбе. Упорные атаки османской пехоты были отбиты. Османские войска потеряли 2400 человек убитыми, ранеными и пленными и отступили на север. Командующий Сулейман Аскери был ранен, позже из-за этой неудачи он покончил жизнь самоубийством. На его место был назначен Нуреддин-паша, офицер с большим боевым опытом.
Британское командование приняло решение развить успех у Шайбы. Был сформирован отряд войск под командованием Чарльза Таунсенда, которому было приказано захватить Эль-Кут и по возможности Багдад. Главнокомандующий османской армии Энвер-паша, опасаясь падения Багдада, понял, что недооценил важность Месопотамского фронта. 5 октября 1915 года для действий в Месопотамии турками была создана 6-я армия, командующим которой был назначен немецкий военный советник генерал Кольмар фон дер Гольц.
Продвижение британцев шло крайне медленно, однако отряд Таунсенда, сломив сопротивление нескольких малочисленных османских подразделений, к ноябрю 1915 года достиг Ктесифона. 22 ноября османские войска Нуреддин-паши (35-я и 38-я пехотные дивизии) атаковали британские войска Таунсенда у Ктесифона. Ожесточённые бои привели к тяжёлым потерям с обеих сторон и отступлению британцев. В ходе боёв под Ктесифоном британские войска потеряли 4600 человек убитыми, ранеными и пленными, турки потеряли 6200 убитыми, ранеными и пленными. Британские войска отступили к Эль-Куту и укрылись в городе. Нуреддин-паша, узнав об отступлении британцев, принял решение преследовать противника. К 7 декабря османским войскам удалось полностью окружить город и начать его осаду.
Британское командование, осознав тяжесть сложившейся ситуации, попыталось деблокировать осаждённые войска. Однако все попытки прорваться к Эль-Куту были отбиты подразделениями прибывшей 6-й армии Гольца. После этого британцы решили привлечь русскую армию из Персии под командованием генерала Баратова для деблокирования войск Таунсенда. Российское командование согласилось, но с условием, что после захвата Мосула и Багдада русские и британские войска поведут наступление в центральные районы Османской империи. Однако, опасаясь проникновения российских войск в районы, богатые нефтью и хлопком, британское командование отвергло этот план.

### Кампания 1916 года
20 января 1916 года Энвер-паша заменил Нуреддин-пашу новым командующим, полковником Халиль Кутом из-за того, что Нуреддин-паша не смог найти общий язык с командующим 6-й армией фон дер Гольцем. С января по март 1916 года британское командование вновь предприняло попытки деблокировать Эль-Кут. В ходе ожесточённых боёв османские войска сумели остановить рвущихся к Эль-Куту британцев. Четырёхкратные попытки британцев снять осаду Эль-Кута провалились. В отражении английских атак участвовали германская авиация и речная флотилия, которой командовали германские офицеры-моряки. 19 апреля умер командующий 6-й армии фон дер Гольц, однако это уже не повлияло на ситуацию у Эль-Кута. Новым командующим 6-й армией стал Халиль-паша. Среди осаждённых начались голод и эпидемии болезней. 29 апреля войска генерала Таунсенда капитулировали. В османский плен попало более 10 000 британских военнослужащих, в том числе и генерал Таунсенд. По данным Баркера, британские войска потеряли 13 164 человека пленными.
Поражение при Эль-Куте нанесло большой удар по престижу британской армии. Командующий генерал Никсон был заменён генералом Лейком. Неудачи британских войск на Месопотамском фронте во многом были вызваны плохим обеспечением продовольствием и снаряжением, нехваткой транспорта (в первую очередь речного) и медикаментов. Британцы начали строительство дорог, совершенствование порта Басры, создание госпиталей и увеличили число пароходов. В результате этих мер англичане получили возможность доставить большее число войск и техники к линии фронта. После падения Эль-Кута британское командование занималось подготовкой нового наступления и активных боевых действий до 10 декабря 1916 года не вело.
Во второй половине 1916 года турецкое командование использовало 6-ю армию для наступления против российских войск генерала Баратова, которые заняли населённый пункт Ханекин (150 км северо-восточнее Багдада). В ходе боевых действий подразделения 6-й армии вытеснили русские войска из Месопотамии. 15 июля турки заняли Керманшах, а 10 августа Хамадан на территории Персии.

### Кампания 1917 года
Новым командующим британскими войсками в Месопотамии стал генерал Фредерик Стенли Мод. Под его командованием находились четыре дивизии, сведённые в два корпуса, три бригады и одна кавалерийская дивизия, всего около 25 000 человек. В распоряжении командующего 6-й турецкой армией Халиль-паши находился 18-й корпус под командованием генерала Карабекира, который занимал оборону по Тигру от Эль-Кута на 35 км в северо-восточном направлении.
Наступление британской армии началось 10 декабря 1916 года, и к середине января британцы достигли османских позиций у Эль-Кута. Начались ожесточённые боевые действия. 24 февраля османские войска были выбиты с занимаемых позиций и начали отступление на север. Турецкие войска численностью 62 000 человек, при 55 орудиях, ощущая нехватку боеприпасов, оставили Эль-Кут и начали отступление к Багдаду. В Эль-Кут вошли британские войска.
После этого британцы продолжили наступление и подошли к Багдаду. 9—11 марта продолжались бои за этот город. 11 марта британские подразделения во главе с генералом Модом вошли в Багдад. Британские войска были радушно встречены местным населением. Через неделю после захвата города генерал Мод издал документ, в котором говорилось:

Наши войска вступают в ваши города и земли как освободители, а не как завоеватели или враги.
Оригинальный текст (англ.)Our armies do not come into your cities and lands as conquerors or enemies, but as liberators.

В марте 1917 года в боевых действиях принимали участие одна английская и пять индийских пехотных дивизий и одна индийская кавалерийская бригада. В пехотных частях насчитывалось 55 500 военнослужащих, в кавалерии 5100 человек, при 205 орудиях. Помимо этого, на тыловых позициях находилось ещё 17 700 солдат и офицеров при 39 орудиях.
После этого британцы продолжили наступление и захватили Эр-Рамади, а в сентябре достигли Тикрита. В частях Халиль-паши осталось всего лишь 20 000—30 000 боеспособных военнослужащих, а штаб армии был переведён в Мосул. 18 ноября генерал Мод умер от холеры, и новым командующим стал генерал Вильям Маршалл, который приостановил все активные действия с наступлением зимы.

### Кампания 1918 года
21 января 1918 года командование Антанты приняло решение о наступлении против Османской империи, с этой целью следовало «предпринять решительное наступление на Турцию в целях уничтожения турецких армий и сокрушения сопротивления турок». К началу 1918 года османская армия находилась в тяжёлом положении, не хватало боеприпасов, продовольствия, начались эпидемии. Британские силы насчитывали шесть пехотных, одну кавалерийскую дивизии, а также многочисленные отдельные подразделения. Всего в составе британских экспедиционных сил насчитывалось 447 000 человек, из которых 170 000 находились в боевых пехотных частях.
Боевые действия на Месопотамском фронте возобновились в марте 1918 года, когда британцы захватили ряд населённых пунктов (Киркук, Хит, Кифри и другие), однако вскоре вернулись на свои исходные позиции севернее Багдада. Одновременно с этим значительная часть британских войск была переброшена из Месопотамии на синайско-палестинский фронт и в Персию.
28 июня 1918 года Халиль-паша был назначен командующим группой армий «Восток». Группа объединила действовавшие на Кавказе и в Месопотамии 3-ю и 6-ю армии, а также группу войск «Карс». 30 июня новым командующим 6-й армии стал Али Ихсан-паша. Наступление англичан возобновилось в середине октября 1918 года. В течение недели 6-я османская армия потерпела поражение. Британские войска вышли к границам Мосульского вилайета и 31 октября 1918 года захватили Мосул.
30 октября 1918 года было подписано Мудросское перемирие, завершившее боевые действия на Ближнем Востоке. Генерал Маршалл принял капитуляцию 6-й турецкой армии, однако британцы продолжили наступление для захвата территории Мосульского региона, богатого нефтью.

## Итоги и последствия
25 апреля 1920 года состоялась конференция в Сан-Ремо, на которой Месопотамия была объявлена мандатной территорией Британской империи. После этого в августе 1920 года Антантой и Османской империей был заключён Севрский мирный договор.
После окончания боевых действий и поражения Османской империи в войне местное арабское население рассчитывало на предоставление независимости. Однако британцы создали на территории бывших османских вилайетов Мосул, Багдад и Басра мандатную территорию под своим управлением.
В 1918 и 1919 годах в регионе начали создаваться тайные антиколониальные организации. Общественные лидеры призывали не подчиняться британским колониальным властям. В Ан-Наджафе была создана «Лига исламского пробуждения», «Мусульманская национальная лига» была создана для активизации сопротивления колониальным властям. В феврале 1919 года в Багдаде коалиция шиитских купцов, суннитских учителей и государственных служащих, суннитских и шиитских улемов, а также иракских офицеров сформировала организацию «Стражи независимости». В мае 1920 года вспыхнуло антибританское восстание, которое было подавлено британскими властями.
Восстание заставило Британию пересмотреть свою политику в Ираке. Было принято решение передать часть полномочий по управлению местным дружественным политикам. В итоге британцы назначили королём Ирака Фейсала ибн Хусейна, арабского лидера, участвовавшего в арабском восстании против османской власти во время Первой мировой войны.
Между Турцией и Британией начался территориальный спор из-за района Мосула, который, по мнению Анкары, был включён в состав Ирака неправомерно. 29 октября 1924 года Совет Лиги Наций, на который была возложена миссия решения спора, оставил Мосул в составе Ирака, за это Турции предоставлялось право в течение 20 лет получать 10 % доходов иракского правительства от добычи мосульской нефти.

### Потери
Точное число потерь сторон в ходе Месопотамской кампании установить довольно трудно. Потери османской армии в ходе боевых действий в Месопотамии неизвестны. Можно назвать лишь количество потерь британской индийской армии, принявшей активное участие в Месопотамской кампании. По данным Офиса публичной информации Великобритании, опубликованным в 1920 году, в ходе боевых действий в Месопотамии 11 012 индийских военнослужащих были убиты, 3985 человек умерли от ран, 12 678 человек умерли от болезней, 13 492 человека попали в плен и пропали без вести и 51 836 человек получили ранения. Также известно, что из числа британских военнослужащих, взятых в плен при Эль-Куте, 4250 человек погибли в плену.

### Память
В Басре находится военный мемориал, где покоятся останки 40 682 военнослужащих Британской империи, погибших на Месопотамском фронте и в Месопотамии с 1914 года по август 1921 года.
В декабре 1914 года в Басре было создано военное кладбище, на котором осуществлялись захоронения британских военнослужащих. В августе 1917 года кладбище было расширено за счёт захоронения около 1000 воинов, погибших в других районах Месопотамии. Всего же на кладбище находится 2551 захоронение времён Первой мировой войны, 74 из них являются неизвестными. На кладбище также имеются 227 захоронений китайского трудового корпуса, члены которого трудились на водном транспорте. Также напротив военного кладбища Басры находится кладбище британской индийской армии, на котором имеются захоронения времён Первой и Второй мировых войн, а также кремационный мемориал Басры, где находятся останки кремированных индийских военнослужащих.
В Багдаде британское военное кладбище было создано в 1917 году, после занятия города. На Багдадском военном кладбище покоятся останки 4160 жертв времён Первой мировой войны, в том числе генерала Фредерика Стенли Мода. Также британские военные кладбища и мемориалы находятся в Хаббании и Амаре.
В настоящее время из-за политической нестабильности в Ираке Комиссия Содружества наций по уходу за военными захоронениями не имеет возможности следить за военными кладбищами и мемориалами на территории страны. Ожидается, что после улучшения ситуации в стране Комиссия начнёт крупный проект по ремонту и восстановлению своих кладбищ и мемориалов.
В Багдаде находится турецкое военное кладбище времён месопотамской кампании. На нём захоронены 187 турецких военнослужащих, погибших в период с 1914 по 1917 года. Кладбище сильно пострадало во время войны в Ираке. Турецкое правительство намерено выделить 1 миллион лир на восстановление турецких военных кладбищ и мемориалов за рубежом. Помимо Багдада турецкие военные кладбища Первой мировой войны есть в Венгрии, Сирии, Иордании и Египте.

## В массовой культуре
Боевые действия месопотамской кампании показаны в военно-приключенческом фильме американского режиссёра Джона Форда «Потерянный патруль» (1934 год). Фильм рассказывает об английском военном патруле, ведущем борьбу против арабских отрядов, борющихся на стороне Османской империи.

## Комментарии
1. ↑  В боевых действиях на Месопотамском фронте принимал участие 1-й Кавказский кавалерийский корпус
2. ↑  В боевых действиях на Месопотамском фронте принимали участие немецкие самолёты и артиллерия. 6-й османской армии были приданы немецкие пулемёты и средства радиосвязи. Командование речной флотилией в большинстве случаев осуществляли немецкие офицеры[1][2].
3. ↑  Ктесифон — развалины античного города, столицы Парфии, а затем — царства Сасанидов.
4. ↑  Русское командование надеялось на тесное сотрудничество с англичанами на Месопотамском фронте. 22 мая 1916 года русская казачья сотня, направленная генералом Баратовым, достигла ставки командующего британскими экспедиционными силами в Месопотамии генерала Никсона[33]. Однако нежелание Британии допускать российские войска в зону своих интересов и капитуляция Эль-Кута поставили крест на совместных действиях в Месопотамии[34][35].
5. ↑  Второй корпус из состава 6-й армии — 13-й — находился в районе Хамадана и вёл боевые действия против русских войск генерала Баратова[7].